# Raudhamran
De Raudhamran is een berg behorende bij de gemeente Lom in de provincie Oppland in Noorwegen. De berg, gelegen in Nationaal park Jotunheimen, heeft een hoogte van 1893 meter.
De Raudhamran is onderdeel van het gebergte Jotunheimen.